# Повстання в Кайтазі та Табасарані
Повстання в Кайтазі і Табасарані — повстання в Кайтазі проти Російської імперії, що відбулося в 1831 під час Кавказької війни в Дагестані.

## Передісторія
У 1831 році Кайтаг мало не поголовно вступив під прапор імама Газі-Магомеда.
|  | «Ми прийняли вчення таріката, святий шаріат свято виконуємо, визнаємо нашим муршидом муллу Магомеда. Зате, Бог нам допоможе, не встояли проти нас ні російські солдати, ні мусульманські вершники, на горі Кургул, де було розбито шаха Надіра, ми розбили гяурів, муршид благословив тебе на газават у Табасаран, Кайтаг, Терекеме, і всі тамтешні дагестанські народи чекають на тебе, йди ж із нами на газават...». |

За ним пішли каба-даргінці, сюргінці та частина акушинців. Генерал-майор Каханов отримав інформацію від дербентського коменданта, що кайтагці звуть вільну частину табасаранців для нападу на російські сполучення між Дербентом і Таркі. Їхня діяльність під командуванням прапорщика Навруз бека Падарського повністю припинила сухопутне сполучення між Дербентом і фортецею Бурною. Це спонукало царське начальство приступити до радикальніших заходів.

## Хід бойових дій
Наказано було негайно наступати з двох сторін: від Дербента та з Кавказької лінії. Зібраний із цією метою наприкінці вересня 1831 року, загін коло Дербента, з 3500 піхоти, 3000 кінноти, при 20 гарматах, під керівництвом тодішнього головноуправляючого Закавказьким краєм, генерал-ад'ютанта Панкратьєва, вторгся в Кайтаг.
16 жовтня 1831 — початок експедиції генерала Панкратьєва.
|  | Противник виявив таку завзятість, діяв так рішуче, що наш загін так і не зміг здобути над ним верх і бій закінчився не так завдяки нашому успіху, як настанням темряви. |

Бій повсталі програли. Але шаріат, який хотіли усунути царські сили, був там збережений.